# Fundación Hospital de Avilés
La Fundación Hospital de Avilés, más conocido como Hospital de Avilés, es un hospital privado que está integrado en Servicio de Salud del Principado de Asturias a través de conciertos, y que presta asistencia sanitaria en la ciudad de Avilés, Asturias (España). Su actividad está gestionada por una fundación.

## Historia
En 1919 la Fundación Hospital de Avilés adquirió un solar en la calle Cabruñana en el barrio del Carbayedo para edificar un sanatorio que sería conocido como Hospital de Caridad. Trabajaron en el proyecto los arquitectos Manuel del Busto y Tomás Acha. Se puso en marcha en 1927.
En el año 2003 el Hospital de Avilés se integró a la red hospitalaria de sanidad pública del Servicio de Salud del Principado de Asturias (SESPA) como centro asociado al Hospital Universitario San Agustín, ofreciendo servicios médicos en el área sanitaria III del SESPA.